# Садовый нож
Садо́вый нож — инструмент, предназначенный для формирования и обрезки кроны деревьев в садах и питомниках.

## Описание
Форма клинка у всех садовых ножей — изогнутая (серповидная). Лезвие клинка располагается на внутренней дуге, — пологой у основания, с увеличивающейся к носику крутизной. Такая своеобразная форма лезвия даёт этому ножу большее преимущество перед любым ножом с прямой формой клинка. Нож гораздо легче углубляется в древесину. Благодаря кривизне лезвия увеличивается точность управления инструментом, особенно когда срез производят концом клинка. Чем круче изгиб лезвия, тем более тяжёлые работы и с меньшими затратами силы можно выполнять садовым ножом.
Форма рукоятей садовых ножей — слабоконическая или крючкообразная с постепенным небольшим утолщением к основанию, благодаря этому рука меньше устаёт, а нож не может выскользнуть при сильных нажимах. Для изготовления рукоятей используют металл (латунь, нержавеющая сталь), твёрдые породы деревьев или твёрдые пластмассы, например, бакелит.

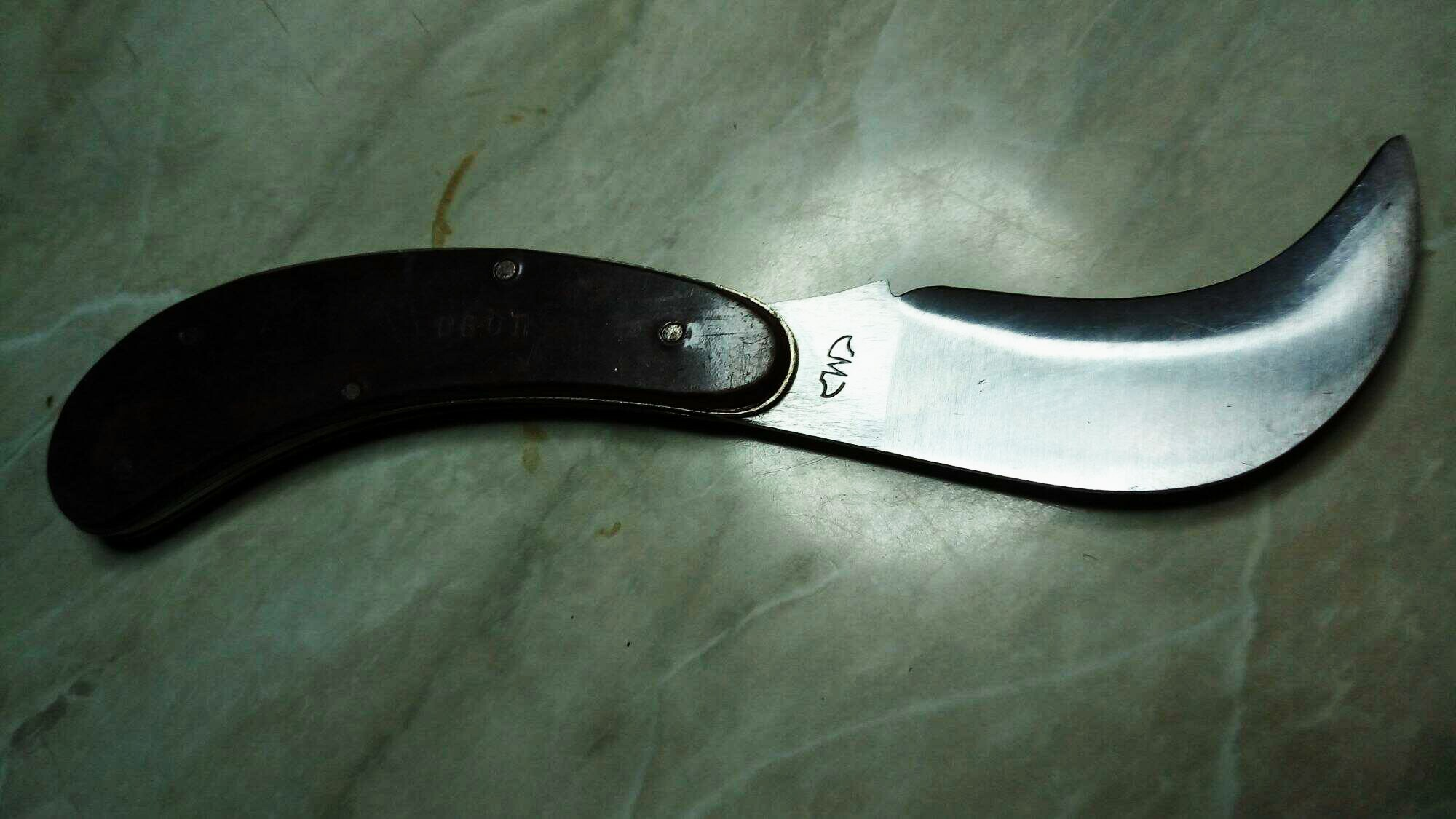
Складной санитарно-садовый нож «Мичуринец» номер 2, входивший в комплект сумки СМС. Изготовлен по заказу Министерства обороны СССР

## Альтернативное применение
Средний садовый нож М-2 (Мичуринец-2) входит в комплект сумки СМС (сумки медицинской санитарной) — набора медицинского имущества, предназначенного для оказания первой медицинской помощи раненным и поражённым (разрезания одежды и обуви) и является штатным ножом медицинской службы ВС России и ряда аналогичных подразделений внутренних войск и ГО и ЧС.

## Складные садовые ножи

Современный складной садовый нож, длина в раскрытом виде — 170 мм

В античном Риме среди горожан и крестьян были весьма распространены складные ножи с клинками серпообразной формы. При всех запретах на ношение оружия и предметов подобных оружию, такие ножи считались легитимным орудием труда, но в умелых руках они превращались в грозное оружие.
С XVI века в средиземноморских странах — известны различные варианты ножей с серповидным лезвием, в Испании — тренчете, в Италии — ронкола, в Южной Франции — серпетте.

Самым распространённым крестьянским оружием северной Ломбардии являлись ронкетты — складные садовые ножи с серпообразным клинком, лежавшие ещё на прилавках Древнего Рима. ...ближе к Пьемонту мы обнаруживаем всё те же садовые серпообразные ронкетты всевозможных типов и размеров. Кстати, в регионе Пьемонта существует старинная «аграрная» школа владения массивной мачетообразной ронкеттой.— Черевичник Д. Л. «Всемирная история поножовщины» / A World history of knifing, 2013
После принятия в 1908 году в Италии закона «О запрете ношения любых ножей с острым остриём, чьи клинки были больше четырёх сантиметров (приблизительно 1,57 дюйма), а также любых ножей с тупым остриём, чьи клинки были больше десяти сантиметров (около 3,9 дюймов)» садовые складные ножи стала использовать в качестве оружия сицилийская мафия, что отвечало её обычаям, которые предписывали резать предателя, а не колоть его.
Складные садовые ножи в СССР называли «Мичуринскими» и выпускали в четырёх видах:
- НБ — длина в сложенном (закрытом) виде — 128 мм, максимальный диаметр ветки, срезаемой с одного раза — 20 мм
- НС — длина в сложенном виде — 118 мм, диаметр ветки, срезаемой с одного раза — 15 мм
- НМ — длина в сложенном состоянии — 110 мм, диаметр ветки, срезаемой с одного раза — 10 мм
- НП — длина в сложенном состоянии — 110 мм, диаметр ветки, срезаемой с одного раза — 7 мм